# Ponturin
De Ponturin of Nant de Peisey is een waterloop in de Franse Alpen. Ze ontspringt in het Parc national de la Vanoise in de gemeente Peisey-Nancroix in het Vanoisemassief op een hoogte van 2726 meter en voegt zich zo'n 18 kilometer verder en 2000 meter lager bij de Isère in Landry. Een zijrivier is de Nant Benin.
Het hangend dal van de Ponturin vormt een kloof die de submassieven van de Mont Pourri en de Bellecôte van elkaar scheidt, en ook de wintersportgebieden Les Arcs en La Plagne. De gondelbaan Vanoise Express overbrugt deze kloof en verbindt Les Arcs en La Plagne zo in Paradiski.